# Kampfgeschwader 200
Kampfgeschwader 200, nebo také zkráceně KG 200 byla oficiálně vedena jako bombardovací eskadra německé Luftwaffe za druhé světové války. Ve skutečnosti se jednalo o speciální eskadru pro tajné operace, nebo pro testování nově zaváděných, nebo ukořistěných strojů.
Jednotka létala například s letadly Mistel a s kořistními B-24, nebo B-17.